# Rallye Großbritannien 1974

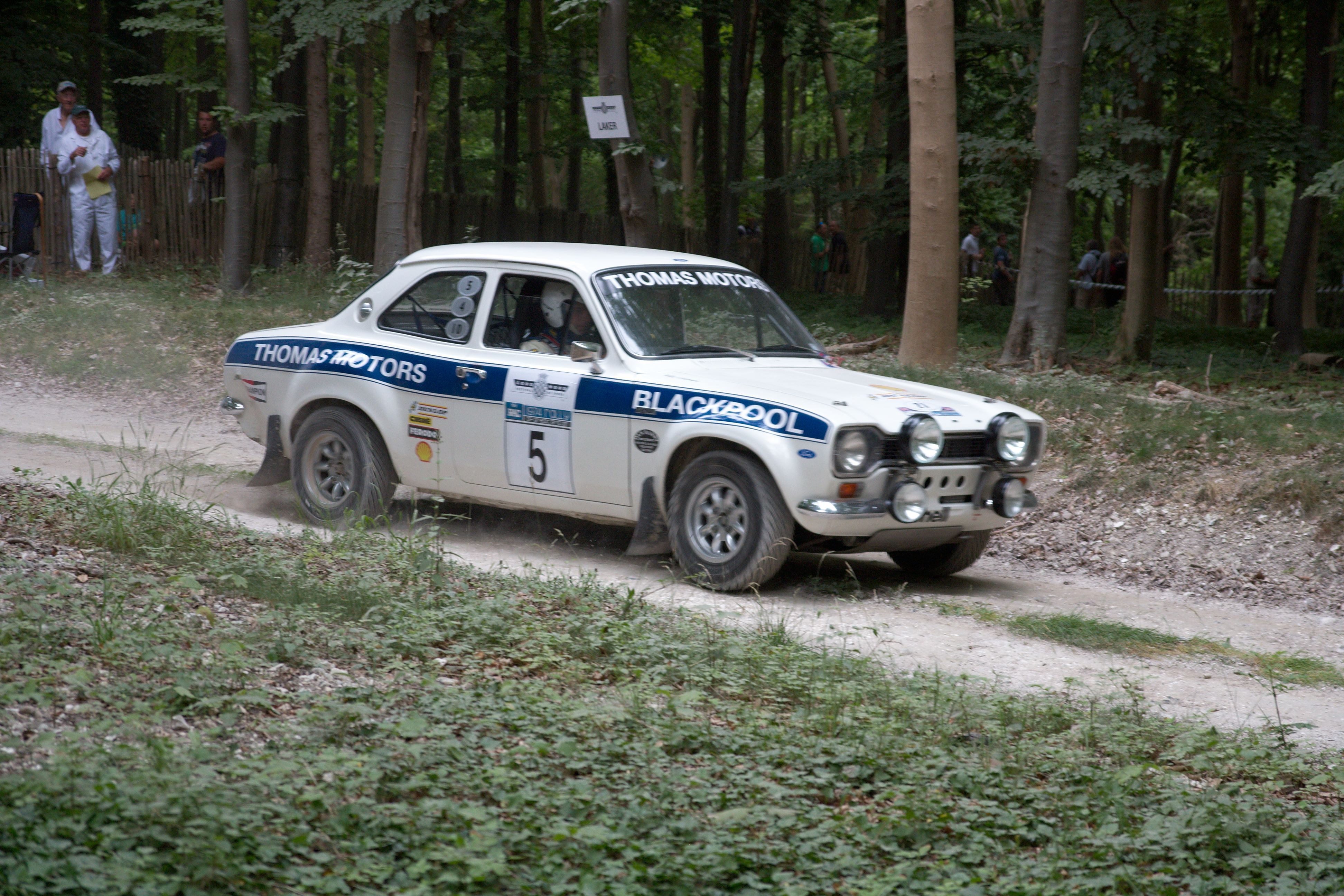
Ford Escort RS 1600 MKI

Die 30. Rallye Großbritannien (auch Lombard RAC Rally genannt) war der 7. Lauf zur Rallye-Weltmeisterschaft 1974. Sie fand vom 16. bis zum 20. November in der Region von York statt. Von den geplanten 84 Wertungsprüfungen wurden sechs abgesagt.

## Klassifikationen

### Endergebnis
| Rang | Fahrer               | Co-Pilot         | Auto                    | Zeit (Std./Min./Sek.) | Rückstand Sieger(Std./Min./Sek.) Rückstand V (Min./Sek.) |
| ---- | -------------------- | ---------------- | ----------------------- | --------------------- | -------------------------------------------------------- |
| 1    | Timo Mäkinen         | Henry Liddon     | Ford Escort RS 1600 MKI | 8:02:39               | 00:00                                                    |
| 2    | Stig Blomqvist       | Hans Sylvan      | Saab 96 V4              | 8:04:19               | 01:40                                                    |
| 3    | Sandro Munari        | Mario Mannucci   | Lancia Stratos HF       | 8:11:55               | 09:16 07:36                                              |
| 4    | Björn Waldegård      | Hans Thorzelius  | Toyota Corolla          | 8:13:54               | 11:15 01:59                                              |
| 5    | Walter Röhrl         | Jochen Berger    | Opel Ascona 1.9 SR      | 8:15:52               | 13:13 01:58                                              |
| 6    | Per-Inge Walfridsson | John Jensen      | Volvo 142               | 8:16:09               | 13:30 00:17                                              |
| 7    | Roger Clark          | Tony Mason       | Ford Escort RS 1600 MKI | 8:19:06               | 16:27 02:57                                              |
| 8    | Billy Coleman        | Dan O’Sullivan   | Ford Escort RS 1600 MKI | 8:20:29               | 17:50 01:23                                              |
| 9    | Chris Sclater        | Martin Holmes    | Datsun Violet           | 8:21:56               | 19:17 01:27                                              |
| 10   | Simo Lampinen        | Sölve Andreasson | Lancia Beta Coupé       | 8:21:57               | 19:18 00:01                                              |

Insgesamt wurden 83 von 190 gemeldeten Fahrzeuge klassiert.

### Herstellerwertung
| Pos. | Team   | Punkte |
| ---- | ------ | ------ |
| 1    | Fiat   | 74     |
| 2    | Lancia | 63     |
| 3    | Ford   | 54     |
| 4    | Toyota | 32     |
| 5    | Datsun | 28     |

Die Fahrer-Weltmeisterschaft wurde erst ab 1979 ausgeschrieben.